# Уэстчестер (округ)
Округ Уэстчестер (англ. Westchester County) — округ штата Нью-Йорк, США. Население округа на 2010 год составляло 949 113 человек. Административный центр округа — город Уайт-Плейнс.
До 1874 года включал в себя Бронкс.

## История
Округ Уэстчестер основан в 1683 году. Источник образования округа Уэстчестер: один из 12 первоначальных округов, сформированных в колонии Нью-Йорк.

## География
Округ занимает площадь 1295 км².

## Демография
Согласно переписи населения США 2000 года, в округе Уэстчестер проживало 923 459 человек. По итогам переписи населения США 2010 года, за 10 лет население увеличилось на 2,8 %, до 949 113 человек. Плотность населения составляла 846 человек на квадратный километр.